# Eduard-Kaiserkrone
Die Eduard-Kaiserkrone (Fritillaria eduardii) ist eine Pflanzenart aus der Gattung Fritillaria in der Familie der Liliengewächse (Liliaceae).

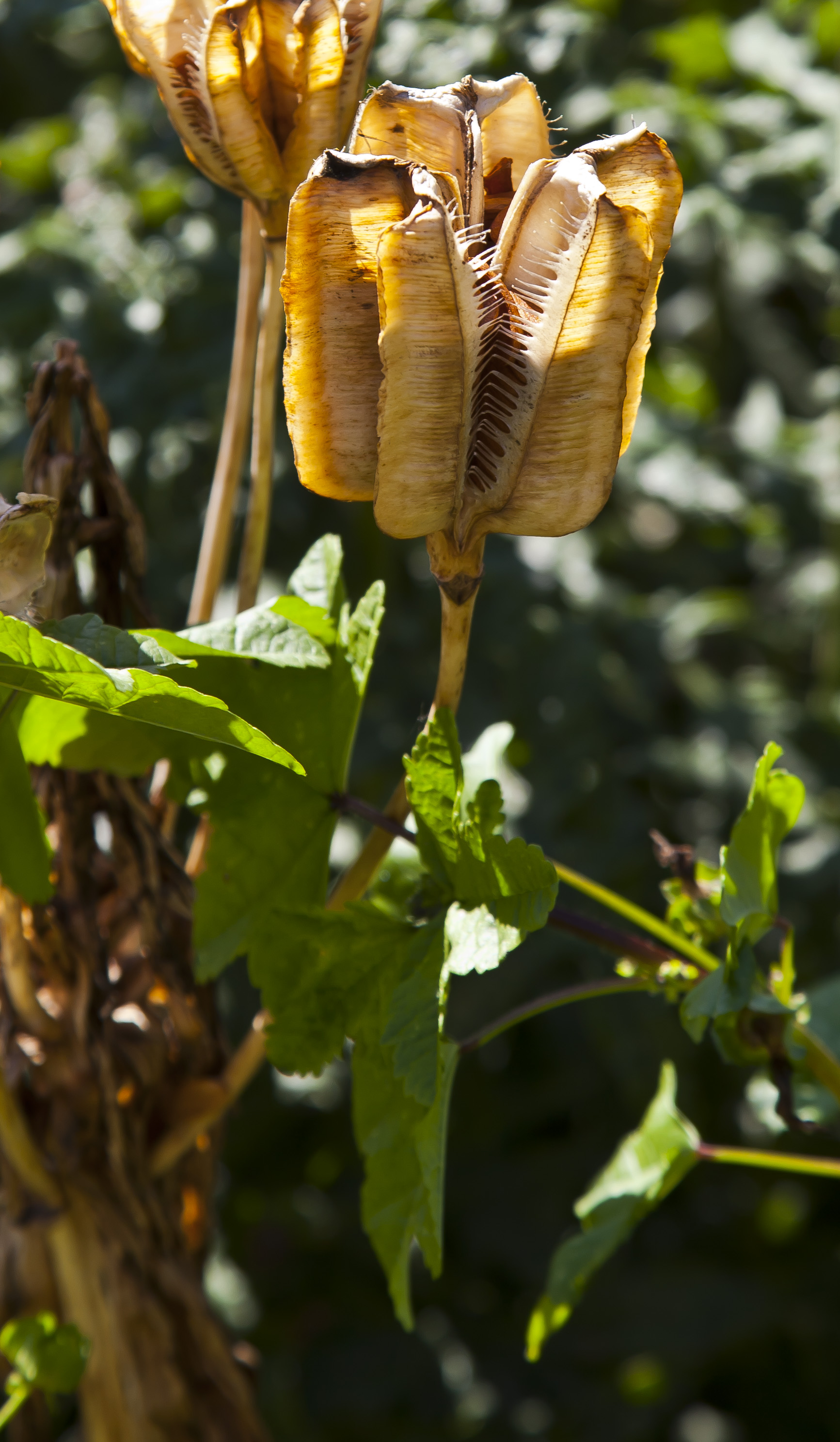
Fritillaria eduardii fruchtend

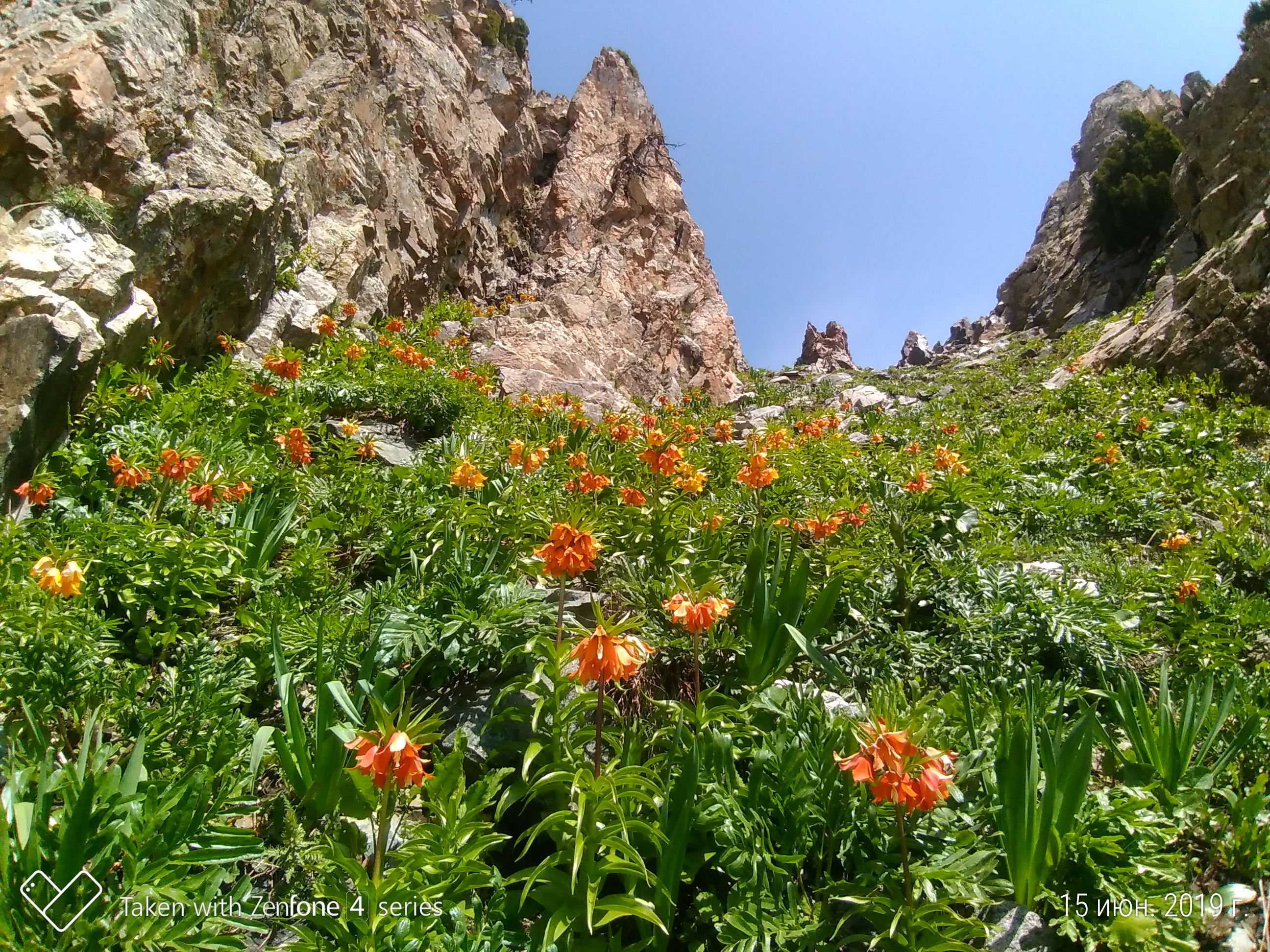
Fritillaria eduardii

## Beschreibung
Die Eduard-Kaiserkrone ist eine ausdauernde krautige Pflanze, die Wuchshöhen von 40 bis 80 (150) Zentimetern erreicht. Dieser Geophyt bildet Zwiebeln als Überdauerungsorgane aus. Die Blüten sind ziegelrot und zu (2) 4 bis 6 (8) angeordnet. Ein Fuchsgeruch ist nicht vorhanden.

## Vorkommen
Die Eduard-Kaiserkrone kommt in Tadschikistan im West- und Südwest-Pamir-Alai, in Usbekistan und Kirgisistan in Gebüschen und unter Bäumen in Höhenlagen von 1200 bis 2100 Metern vor.

## Taxonomie und Systematik
Die Eduard-Kaiserkrone wurde 1884 von Eduard August von Regel in Trudy Imperatorskago S.-Peterburgskago Botaniceskago Sada. Acta Horti Petropolitani Band 8, Seite 653, Tafel 2 als Fritillaria eduardii erstbeschrieben. Ein Synonym ist Fritillaria imperialis var. eduardii (Regel) Regel.
Es können 2 Varietäten unterschieden werden:
- Fritillaria eduardii var. eduardii
- Fritillaria eduardii var. inodora (Regel) Wietsma (Syn.: Fritillaria imperialis var. inodora Regel, Fritillaria inodora (Regel) Tubergen): Sie kommt in Usbekistan und Tadschikistan vor.[1]

## Nutzung
Die Eduard-Kaiserkrone wird selten als Zierpflanze genutzt.